# Langhian
Langhian este o perioadă care începe acum 15,97 milioane de ani și se termină aprox acum 13.65 milioane de ani. Langhianul este precedat de Burdigalian și urmat de Serravallian. Este a treia perioadă a Miocenului.